# Starość

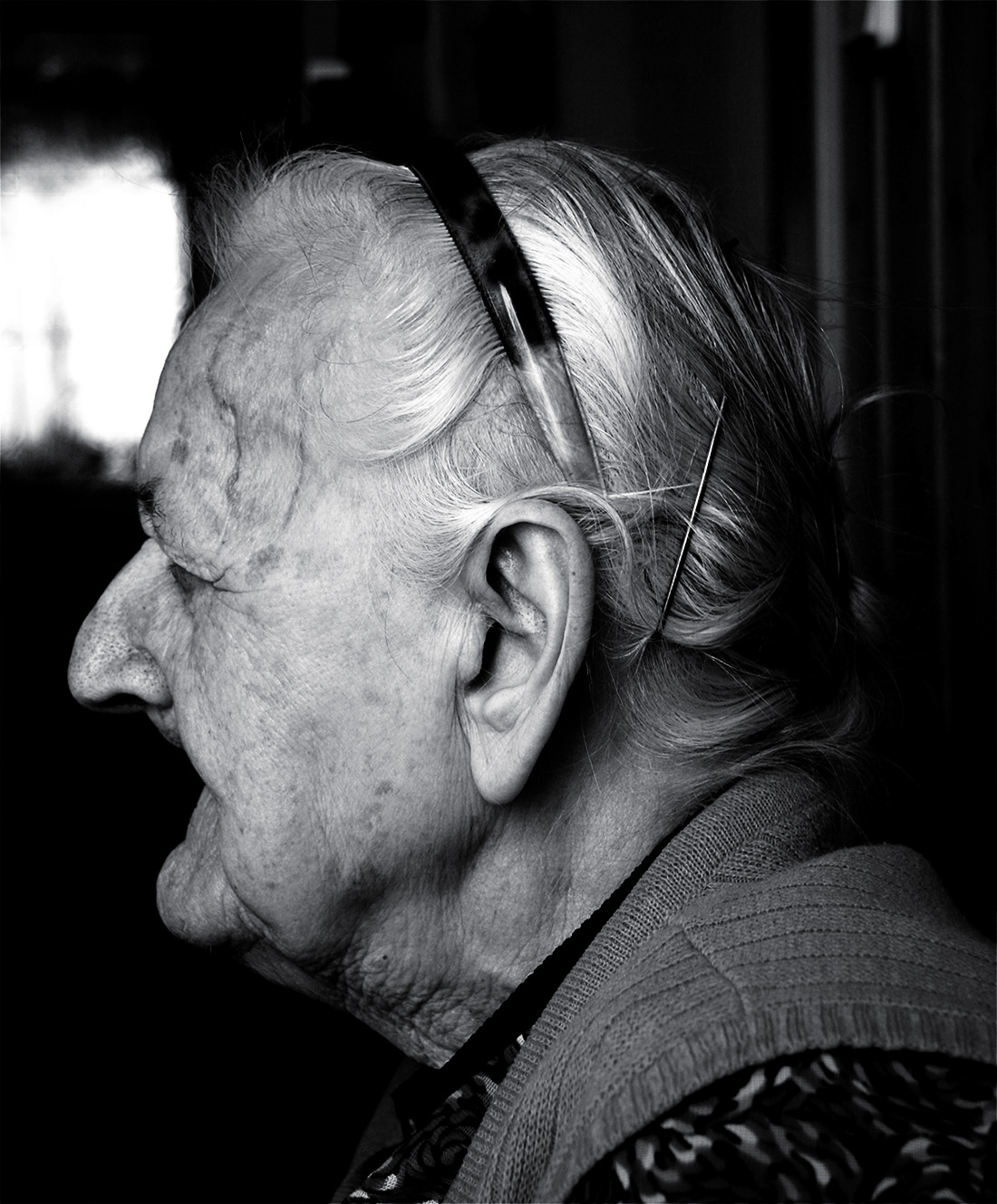
Kobieta po 90. roku życia

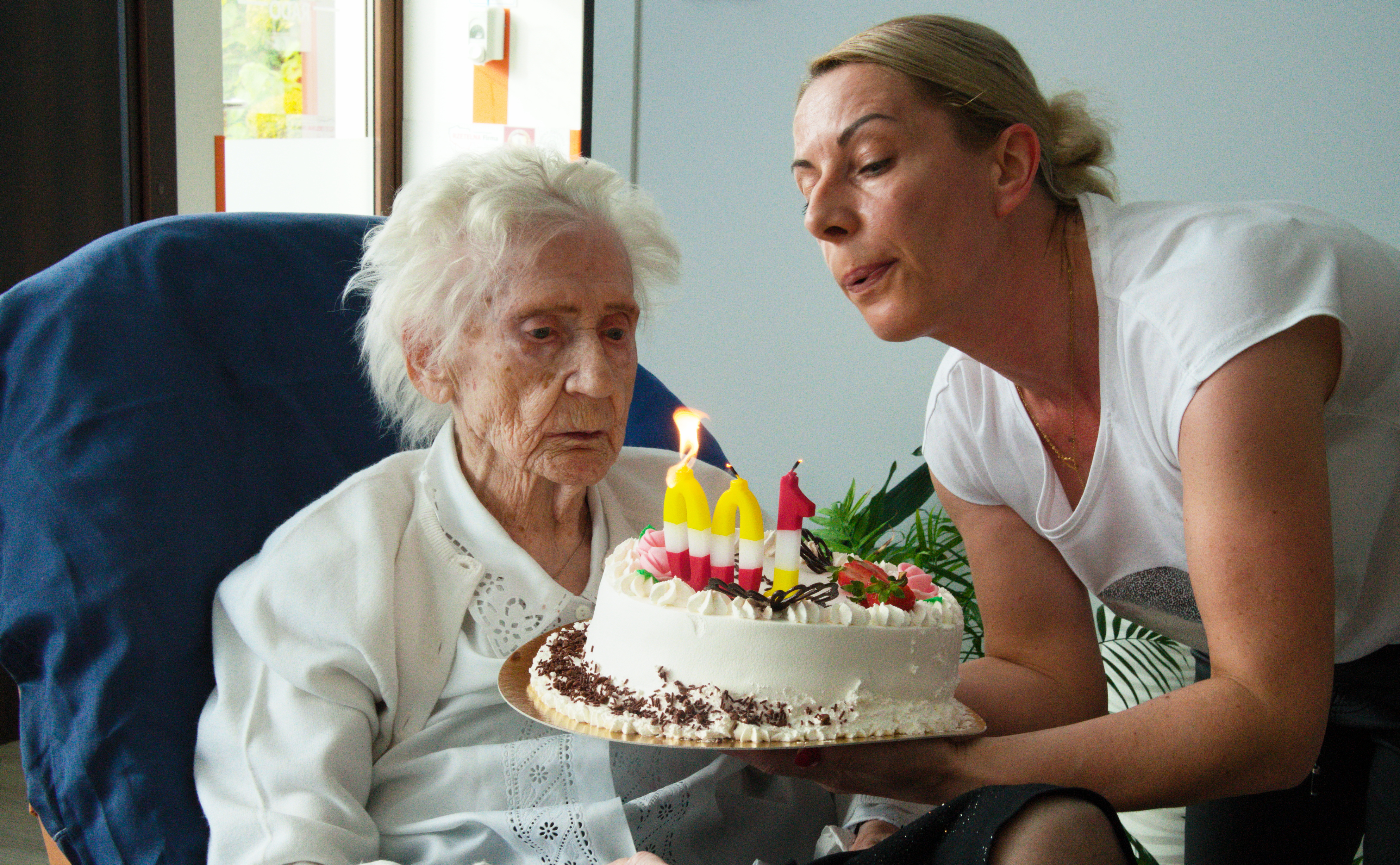
Setne urodziny

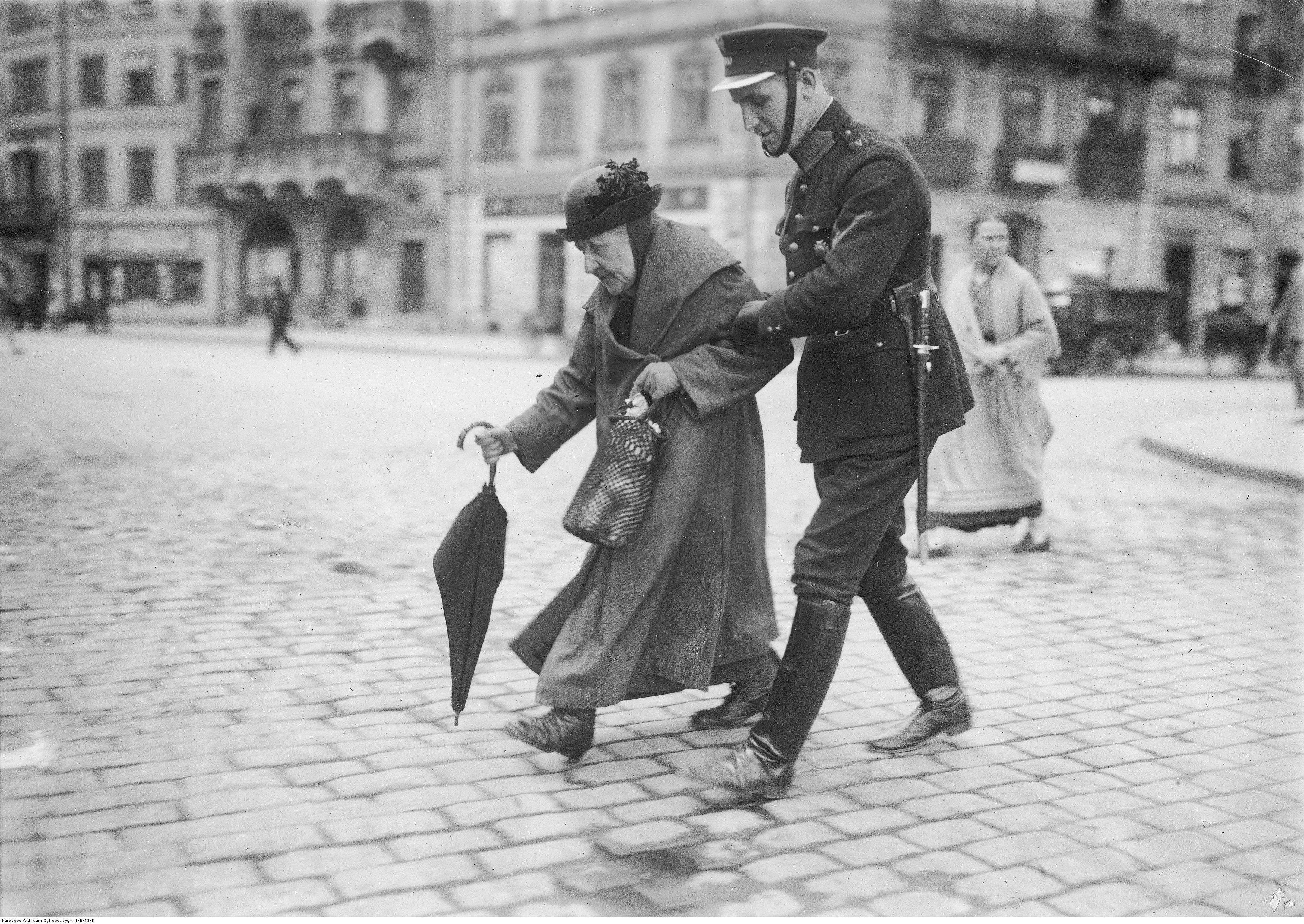
Policjant przeprowadzający staruszkę przez ulicę w Warszawie, 1925

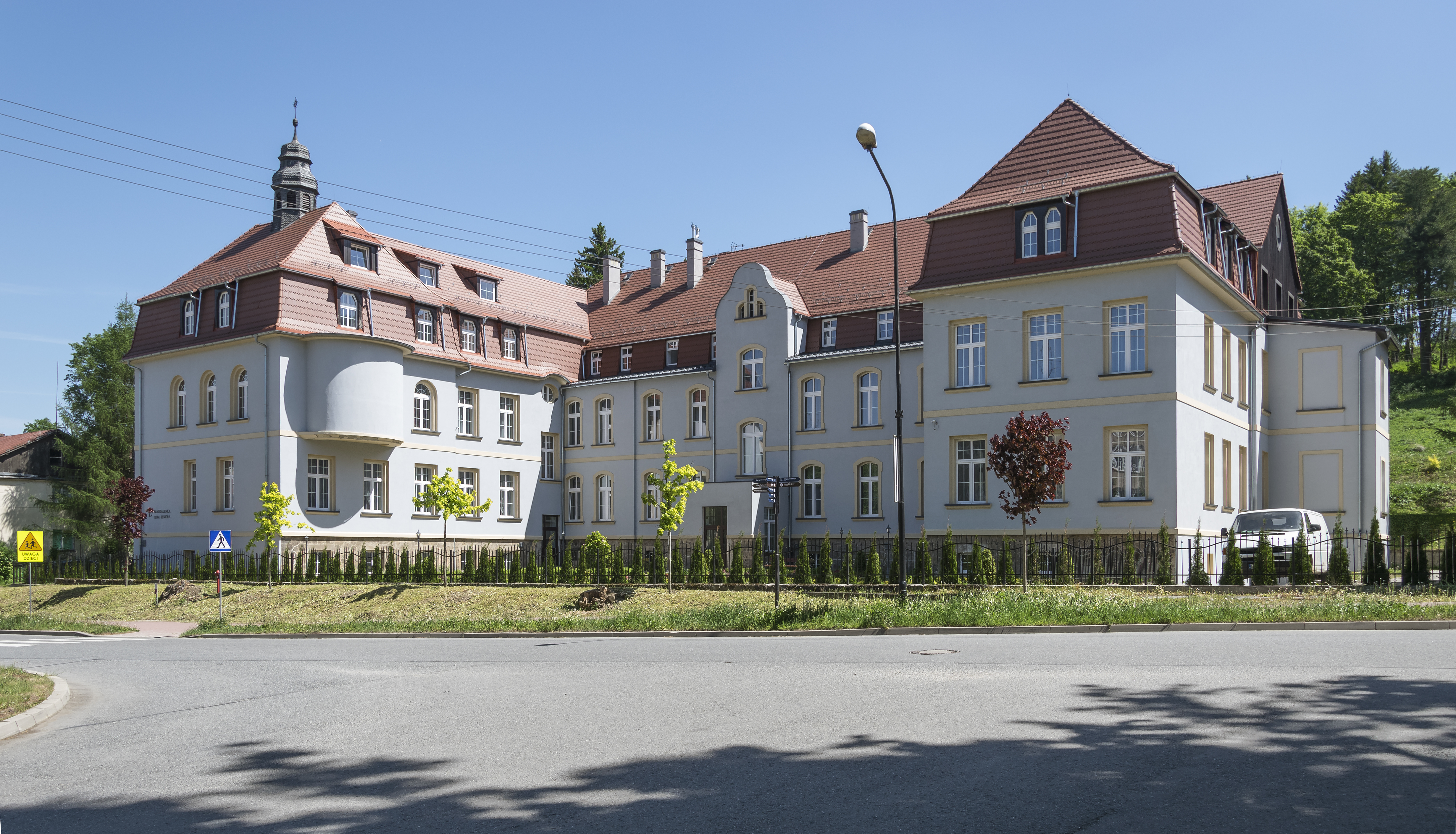
Dom seniora Magdalenka w Dusznikach-Zdroju

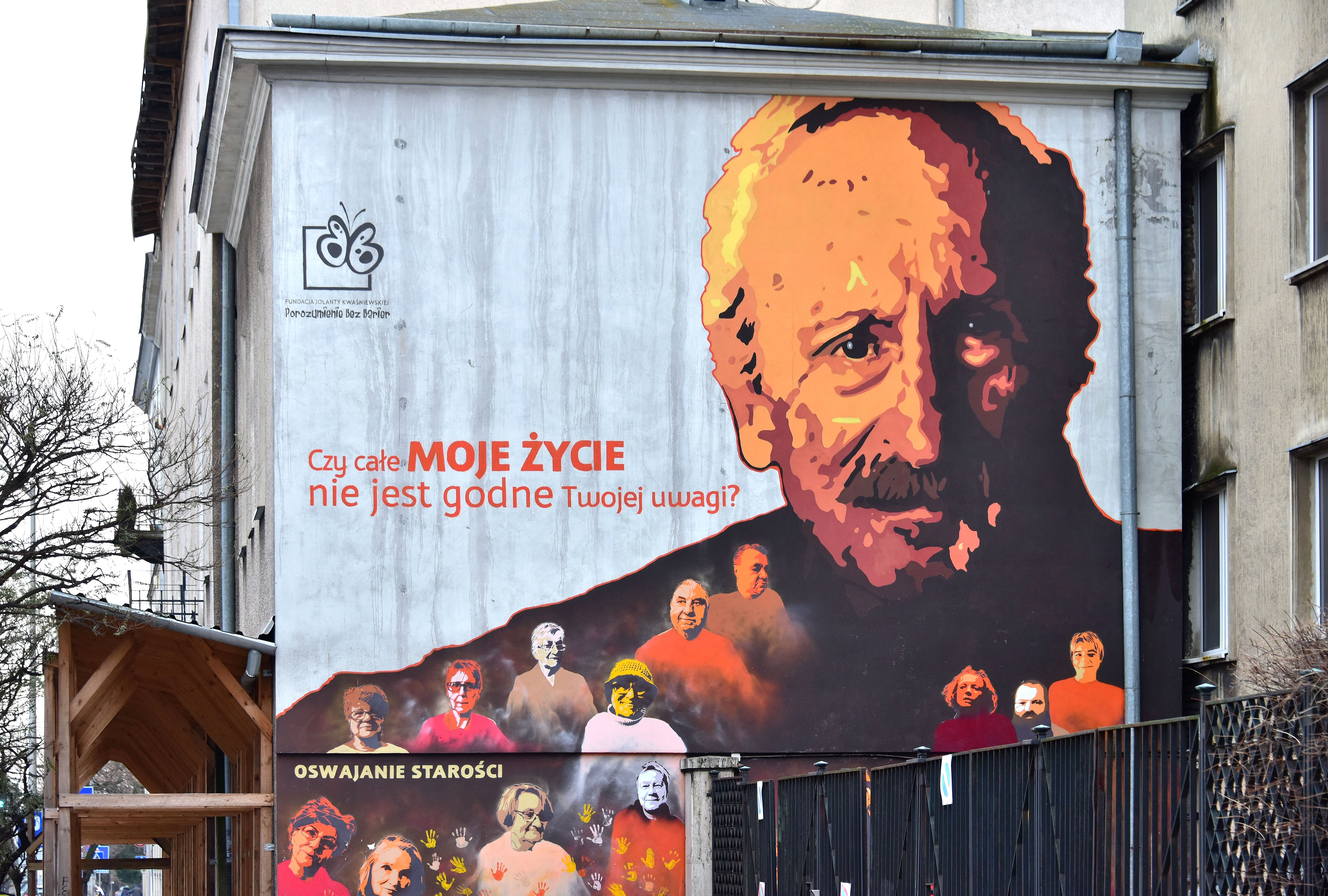
Mural z wizerunkiem aktora Franciszka Pieczki, odsłonięty w 2016 ramach programu Oswajanie starości przy ul. Pięknej w Warszawie

Starość – stan będący efektem starzenia się, ostatni okres życia u ludzi. Starość ma przede wszystkim wymiar biologiczny (fizjologiczny), lecz także poznawczy, emocjonalny i społeczny.

## Starość w znaczeniu społecznym
Granica między wiekiem średnim człowieka a starością jest płynna i zmieniała się w ciągu wieków. W czasach prehistorycznych ludzie dożywali 30 (neandertalczyk z Krapiny) – 35 lat (szkielety z Sima de los Huesos w Atapuerca). W starożytności człowiek 35–40-letni był uważany za człowieka starego. Średnia długość życia, a co za tym idzie "granica" starości na świecie bardzo wydłużyła się w XVIII, XIX oraz XX wieku, wraz z poprawą warunków życia, rozwojem medycyny oraz upowszechnieniem takich wynalazków jak np. kanalizacja, które podwyższały poziom higieny, oraz wynalezieniem szczepionek, które zapobiegały chorobom (zob. też oczekiwana dalsza długość trwania życia).
Zwiększenie długości życia skutkowało pojawieniem się dziadków co zwiększało szansę przeżycia młodych osobników, było skorelowane z rozwojem relacji społecznych i przekazywaniem doświadczeń.
W kulturach na całym świecie ludzie w podeszłym wieku byli zwykle obdarzani dużym szacunkiem – niekiedy nawet czcią – jako ludzie bardziej doświadczeni i mądrzejsi.

## Starość w znaczeniu medycznym
Pojęcie starości w znaczeniu medycznym to ogół zmian biologicznych zachodzących w ciele człowieka (głównie zużycie narządów i zmniejszona regeneracja komórek) w wieku starszym (tzw. trzeci wiek) czyli po 60–65 roku życia.
W okresie starości ustaje intensywne odbudowywanie komórek, organizm jest mniej odporny na choroby, a układ nerwowy jest mniej aktywny. Tkanki ludzkie stają się odwodnione i mniej elastyczne, ulegają atrofii. Obecnie w rozwiniętych społeczeństwach ludzie przeżywają 70–90 lat, rekordziści dożywają 120 lat, przy czym statystycznie dłużej żyją kobiety. W Stanach Zjednoczonych w ciągu XX wieku przeciętna długość życia wydłużyła się z niecałych 50 lat do ok. 75 lat u mężczyzn i ok. 80 lat u kobiet.
Dożywanie sędziwego wieku wiąże się ze znacznym rozwojem medycyny. Jednakże wydłużanie życia u ludzi prowadzi do pojawiania się w strukturze społeczeństwa znacznego odsetka osób nie będących samodzielnymi, ze względu na np. zaburzenia układu nerwowego związane z chorobą Alzheimera, której objawami są m.in. zaburzenia pamięci, zachowania i osobowości.

## Seksualność osób starszych
Przyjęło się uważać osoby starsze za aseksualne oraz że podejmowanie życia seksualnego w tym wieku jest niemoralne. Tymczasem z badań Starr i Weiner wynika, że 97% 60- i 70-latków oraz 93% 80-latków nie tylko myśli o seksie, ale i za nim tęskni. Badania doktor Marty Cichockiej wskazują także na to, że najwyższą satysfakcję z życia seksualnego deklarują osoby często odbywające stosunki seksualne oraz osoby starsze.
Kobiety wcześniej rezygnują z aktywności seksualnej niż mężczyźni. W sztuce miłosnej osób starszych zmienia się hierarchia bodźców, które mają główne znaczenie. Rośnie rola dotyku kosztem bodźców wzrokowych. Osoby starsze mogą mieć też tendencję do idealizowania związków z przeszłości, czy fantazjowania, co może źle wpływać na relację, w której się obecnie znajdują.
Badania wykazują, że kobiety i mężczyźni pozostają aktywni seksualnie do lat 80. swojego życia. Fizjologiczne zmiany zachodzące u ludzi starszych nie muszą powodować obniżenia aktywności seksualnej. U kobiet i u mężczyzn stwierdza się pozytywny wpływ dobrego stanu zdrowia fizycznego i psychicznego na częstość aktywności seksualnej.
Na aktywność seksualną seniorów wpływają trzy główne grupy czynników:
- częstotliwość współżycia na wcześniejszych etapach życia
- stan zdrowia psychicznego i fizycznego
- czynniki psychologiczne[3].